# Драмски санджак
Драмският санджак (на турски: Sancak-i/Liva-i Drama; на гръцки: λιβάς/σαντζάκι Δράμας) е санджак в Солунския вилает на Османската империя, обхващащ околностите на град Драма и Халкидическия полуостров.

## История
Към 1846 година при реформите на Танзимата се формира Драмският санджак от територии, взети от различни провинции – самият град Драма преди това е част от Серския санджак. Драмският санджак е част от Солунския еялет, а след 1867 година- от Солунския вилает. В периода 1867 – 1869 година Драмският санджак е слят отново със Серския санджак, а след това е формиран отново и временно престава да съществува в 1872 – 1873 година. В 1891 година териториите на Драмския санджак по река Места стават част от Одринския санджак.
През 1912 година санджакът обхваща следните каази: Драма, Кавала, Саръшабан, остров Ташуз (Тасос) и Правище. Територията на санджака става част от Гърция през октомври 1912 г. по време на Балканската война.
<